# Microrégion de Jaboticabal
 (février 2025).
Si vous disposez d'ouvrages ou d'articles de référence ou si vous connaissez des sites web de qualité traitant du thème abordé ici, merci de compléter l'article en donnant les références utiles à sa vérifiabilité et en les liant à la section « Notes et références ».
La microrégion de Jaboticabal est l'une des sept microrégions qui subdivisent la mésorégion de Ribeirão Preto de l'État de São Paulo au Brésil.
Elle comporte 17 municipalités qui regroupaient 408 240 habitants en 2010 pour une superficie totale de 4 712 km².

## Municipalités[1]
- Bebedouro
- Cândido Rodrigues
- Fernando Prestes
- Guariba
- Jaboticabal
- Monte Alto
- Monte Azul Paulista
- Pirangi
- Pitangueiras
- Santa Ernestina
- Taiaçu
- Taiúva
- Taquaral
- Taquaritinga
- Terra Roxa
- Viradouro
- Vista Alegre do Alto